# Nikolaikloster (Eisenach)

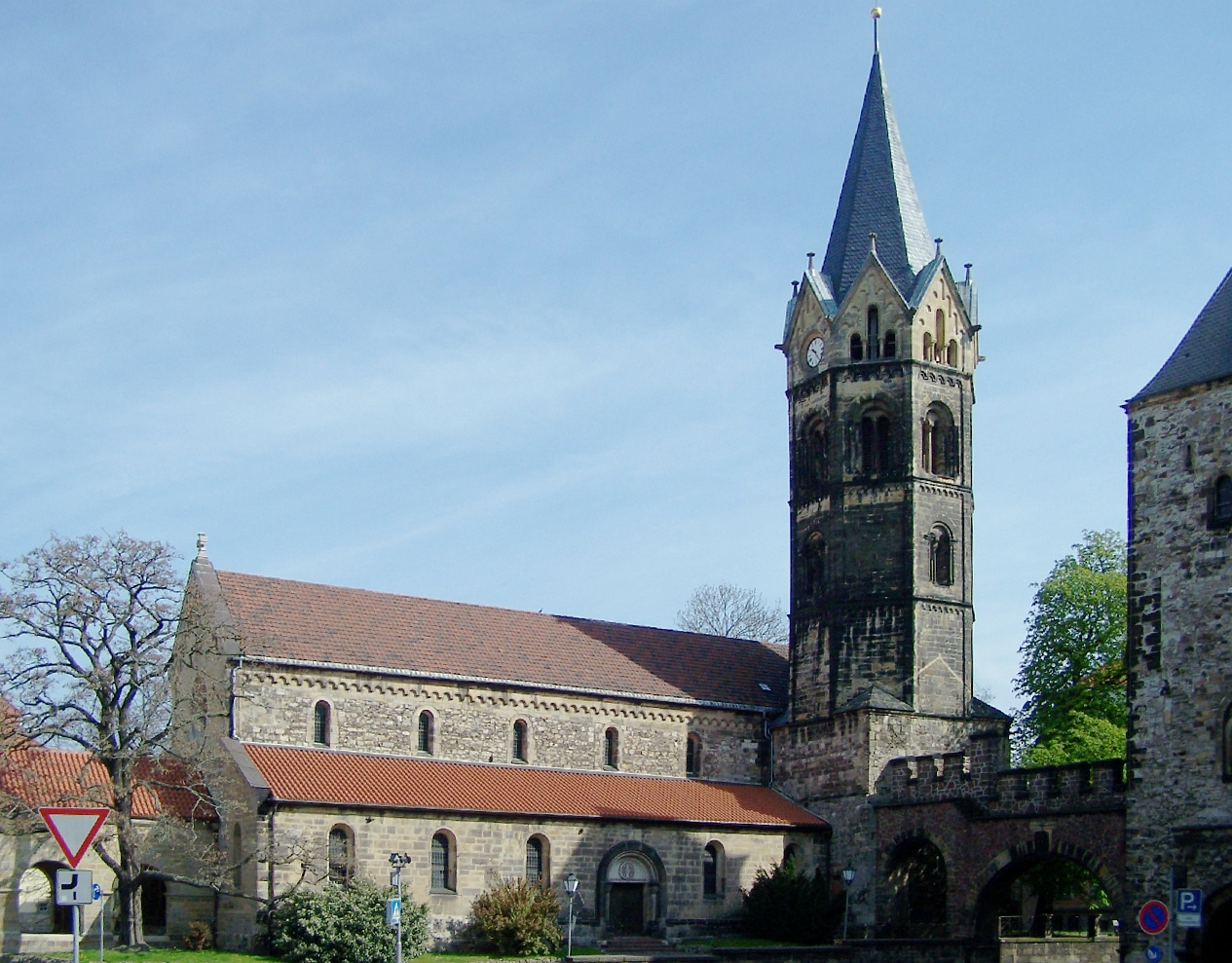
Eisenach, Kirche St. Nikolai

Das Nikolaikloster in Eisenach befand sich im Osten der heutigen Altstadt, im Bereich zwischen dem Nikolaitor, der nördlich anschließenden Eisenacher Stadtmauer, der heutigen Schillerstraße bis zur Kreuzung Sommerstraße und dem östlichen Karlsplatz mit der Nikolaikirche. Heute ist dieses Gelände durch das Diakonissen-Mutterhaus und Teile des Klinikums St. Georg überbaut.

## Geschichte
Mit dem Aufbau des Nikolaiklosters betraute Anfang des 12. Jahrhunderts Landgraf Ludwig III. seine Tante Adelheid von Thüringen. Sie war die Tochter Landgraf Ludwigs I., die im Kloster Drübeck bei Wernigerode als Benediktiner-Nonne lebte und so zur ersten Äbtissin des Eisenacher Klosters werden konnte.
Die Nikolaikirche war ursprünglich nur eine schlichte romanische Kaufmannskirche. Mit der Klostergründung verbunden war ein repräsentativer Umbau dieser Kirche, bei dem, aus architektonischen Details nachweisbar, auch Fachleute der landgräflichen Bauhütte beteiligt waren. In der Folgezeit bildete das Nikolaikloster eine bevorzugte Stätte als Witwensitz, es diente neben der seelsorgerischen und kulturellen Bedeutung für die Stadt auch der Ausbildung und Versorgung der (weiblichen) adeligen Oberschicht.
Zu den Klostergebäuden rechnete man neben der Nikolaikirche und dem Glockenturm auch die Propstei, das lange Haus – Wohnbereich der Nonnen, das Beinhaus, verschiedene Lager- und Wirtschaftsgebäude, davon zwei Schüttböden (Kornlagerplätze).
Außerhalb der Stadt befanden sich in zahlreichen Umlandgemeinden Wirtschaftshöfe, die das Kloster mit ihren Erträgen versorgt haben. 1529 wurden alle Kirchen, Klöster und Kapellen, in welchen kein protestantischer Gottesdienst gehalten wurde, geschlossen, die Gebäude wurden an Privatpersonen verkauft oder dienten anderen Zwecken. 1557 zählte das Kloster noch sieben Nonnen. Bei einer Überprüfung und Beschreibung der Baulichkeiten (zur Wertermittlung) wurde eine Skizze angefertigt, die als älteste erhaltene Abbildung des Klosters gilt. Beim Großbrand von 1636 wurde auch das Nikolaikloster stark in Mitleidenschaft gezogen. Im 18. Jahrhundert diente das Langhaus als Fabrikationsgebäude einer Wollkämmerei-Manufaktur, Vorläufer der Eichelschen Textilfabriken, der größte Teil der Nebengebäude wurde in dieser Zeit beseitigt.
Im 19. Jahrhundert erhielt die Diakonissen-Bewegung in Eisenach das Grundstück übereignet, um hier das Eisenacher Diakonissen-Mutterhaus zu erbauen.